# Перелік ударів по житловій забудові під час російського вторгнення (липень 2024)
Удари по житловій забудові України під час російсько-української війни — воєнний злочин, скоєний російськими військовими під час повномасштабного військового вторгнення в Україну.
У переліку подано інформацію про удари по житловій та громадській забудові, а також обстріли відкритої території у яких відомо про постраждалих цивільних. Подано інформацію про атаки протягом липня 2024 року, яка була опублікована у відкритих джерелах.

## Загальна інформація
Згідно моніторингової місії ООН з прав людини в Україні відомо про 244 загиблих цивільних українців протягом липня 2024 року.

### Руйнування населених пунктів прилеглих до лінії зіткнення
У населених пунктах які знаходяться біля лінії бойового зіткнення, постійно відбуваються обстріли житлової та іншої цивільної забудови (у тому числі медичних установ, навчальних закладів, комерційної забудови). Впродовж липня 2024 року, обстріли відбувалися вздовж прикордонних громад Чернігівщини, Сумщини, та Харківщини, а також громад Запорізької, Дніпропетровської, Херсонської та Миколаївської областей із використанням ракет, безпілотників, мінометів, артилерії, реактивних систем залпового вогню, вогнем бронетехніки та стрілецької зброї.
Вздовж державного кордону:
- У Чернігівській області — Корюківська, Новгород-Сіверська, Семенівська, Сновська громади.
- У Сумській області — Білопільська, Великописарівська, Глухівська, Краснопільська, Миропільська, Новослобідська, Путивльська, Хотінська, Юнаківська громади.
- У Харківській області — Вільхуватська, Вовчанська, Дворічанська, Дергачівська, Золочівська, Липецька громади

Між тимчасово окупованою територією:
- У Харківській області — Борівська, Дворічанська, Ізюмська, Кіндрашівська, Куп'янська, Курилівська, Оскільська, Петропавлівська громади
- У Луганській області — Красноріченська, Лисичанська громади
- У Донецькій області — Званівська, Сіверська громади
- У Запорізькій області —
- У Херсонській області —
- У Миколаївській області —

## Перелік атак
Червоним кольором позначені атаки у яких відомо про загибель людей.
| дата і місце                                    | дата і місце                        | тип зброї         | подробиці атаки, жертви (загиблі/поранені)                                            | подробиці атаки, жертви (загиблі/поранені) |
| ----------------------------------------------- | ----------------------------------- | ----------------- | ------------------------------------------------------------------------------------- | ------------------------------------------ |
| 01/07                                           | Дніпро                              | ракетний удар     | пошкоджено житлові будинки, супермаркет, крамниці та дві школи                        | 0/7                                        |
| 02/07                                           | Херсон                              | артобстріл        | відомо про артилерійський обстріл житлових кварталів міста                            | 1/9                                        |
| 02/07                                           | Запорізька обл., Пологівський район | артобстріл        | поранено цивільного внаслідок російських атак по Пологівському району                 | 0/1                                        |
| 03/07                                           | Дніпро                              | ракетний удар     | пошкоджено ТЦ, медзаклад, житло та промислові об'єкти                                 | 8/58                                       |
| 03/07                                           | Харківська обл., Борова             | артобстріл        | пошкоджено понад 10 житлових будинків, господарчі споруди, магазини та адмінбудівлю   | 1/1                                        |
| 03/07                                           | Харків                              | авіабомбовий удар | авіабомбові удари керованими авіабомбами по житлових кварталах Харкова                | 0/14                                       |
| 03/07                                           | Херсон                              | артобстріл        | обстріл житлових кварталів міста                                                      | 0/1                                        |
| 05/07                                           | Донецька обл., Селидове             | артобстріл        | відомо про обстріл росіянами житлових кварталів міста                                 | 0/10                                       |
| 07/07                                           | Дніпропетровська обл., Павлоград    | ракетний удар     | ракетні уламки пошкодили 4 приватні будинки                                           | —                                          |
| Масований ракетний обстріл України 8 липня 2024 |                                     |                   |                                                                                       |                                            |
| 08/07                                           | Київ                                | ракетний удар     | пошкоджено житловий будинок, пологовий будинок, дитячий медзаклад                     | 43/190                                     |
| 08/07                                           | Дніпро                              | ракетний удар     | пошкоджень зазнали багатоповерхівка та підприємство, СТО                              | 43/190                                     |
| 08/07                                           | Дніпропетровська обл., Кривий Ріг   | ракетний удар     | влучання по житловій та адміністративній будівлі промислового підприємства            | 43/190                                     |
| 08/07                                           | Донецька обл., Покровськ            |                   | відомо про влучання у підприємство                                                    | 3/0                                        |
| 08/07                                           | Донецька обл., Краматорськ          | артобстріл        | наслідки влучання не встановлені, заявлено відсутність жертв                          | —                                          |
| 08/07                                           | Харків                              | авіабомбовий удар | ударом пошкоджені кілька приватних будинків, сталася пожежа                           | 0/2                                        |
| 08/07                                           | Миколаївська обл.                   | ракетний удар     | російська ракета влучила по території фермерського господарства                       | 0/2                                        |
|                                                 |                                     |                   |                                                                                       |                                            |
| 09/07                                           | Харківська обл., Куп'янськ-Вузловий | авіабомбовий удар | пошкоджені житлові будинки та господарчі приміщення, виникли пожежі                   | 2/3                                        |
| 10/07                                           | Миколаївська обл., Вознесенськ      | ракетний удар     | удар по складах, пошкоджено приватні будинки та авто                                  | 1/8                                        |
| 11/07                                           | Харківська обл., Білий Колодязь     | авіабомбовий удар | житлові будинки та господарчі споруди                                                 | 3/8                                        |
| 11/07                                           | Харківська обл., Глушківка          | авіабомбовий удар | російські загарбники обстріляли територію сільгосппідприємства                        | 0/4                                        |
| 11/07                                           | Харківська обл., Борова             | авіабомбовий удар | пошкоджено 12 приватних будинків                                                      | 0/4                                        |
| 12/07                                           | Донецька обл., Мирноград            | авіабомбовий удар | уражені багатоквартирні і приватні будинки, крамниці, адмінбудівлі, заклади освіти    | 6/22                                       |
| 12/07                                           | Сумська обл., Миропілля             | БпЛА              | через удар РФ зайнялася пожежа у школі та амбулаторії                                 | —                                          |
| 13/07                                           | Донецька обл., Мирноград            | авіабомбовий удар | удар по зупинці з людьми, також пошкоджені житлові будинки, крамниці, установи        | 4/9                                        |
| 14/07                                           | Донецька обл., Мирноград            | авіабомбовий удар | російські військові влучили по адмінбудівлі та житловій багатоповерхівці              | 1/6                                        |
| 14/07                                           | Херсонська обл., Станіслав          | артобстріл        | обстріли житлової забудови населених пунктів Херсонщини протягом 14 липня             | 0/2                                        |
| 14/07                                           | Херсон                              | артобстріл        | обстріли житлової забудови населених пунктів Херсонщини протягом 14 липня             | 0/1                                        |
| 15/07                                           | Херсонська обл., Бургунка           | ракетний удар     | ворогом було опубліковане відео удару по приватному житловому будинку                 | —                                          |
| 15/07                                           | Донецька обл., Лиман                | авіабомбовий удар | пошкоджено житловий будинок, підприємство, магазини, авто                             | 0/4                                        |
| 18/07                                           | Харківська обл., Глушківка          | авіабомбовий удар | російська армія здійснила атаку на житлові будинки села                               | 1/2                                        |
| 18/07                                           | Херсонська обл., Олександрівка      | БпЛА              | загарбники скинули з дрона боєприпас на автівку з гуманітарною допомогою              | —                                          |
| 19/07                                           | Миколаїв                            | Х-59              | влучання у двір житлових багатоповерхівок                                             | 4/14                                       |
| 20/07                                           | Харківська обл., Барвінкове         | Іскандер          | відомо про обстріл залізничної станції міста та житлових будинків                     | 2/0                                        |
| 20/07                                           | Харківська обл.                     | Іскандер          | російський обстріл пошкодив контактну мережу на виїзді з Харкова                      | 0/4                                        |
| 20/07                                           | Полтавська обл.                     | Shahed 136        | відомо про пошкодження цивільної інфраструктури                                       | —                                          |
| 21/07                                           | Сумська обл., Білопілля             | БпЛА              | ворог атакував дроном комбайн, який збирав урожай на території Білопільської громади  | 1/1                                        |
| 21/07                                           | Сумська обл., Шостка                | авіаудар          | атаковано об‘єкти теплозабезпечення, житлові будинки, приміщення соціального значення | —                                          |
| 22/07                                           | Донецька обл.                       | авіабомбовий удар | поранені цивільні внаслідок російського обстрілу житлової забудови Донеччини          | 0/9                                        |
| 23/07                                           | Сумська обл., Шостка                | авіаудар          | відомо про авіаудар по об'єктах критичної інфраструктури                              | —                                          |
| 23/07                                           | Херсон                              | БпЛА              | атака безпілотниками Дніпровський район Херсона, пошкоджено цивільний автомобіль      | 0/4                                        |
| 24/07                                           | Харків                              | ракетний удар     | атака по будівлі організації, що займається гуманітарним розмінуванням                | —                                          |
| 24/07                                           | Харків                              | ракетний удар     | влучання у приватний житловий будинок, промислові та інші споруди                     | 0/6                                        |
| 24/07                                           | Харківська обл., Лісне              | Shahed 136        | пошкоджень зазнала дерев’яна конюшня в екопарку                                       | 0/2                                        |
| 24/07                                           | Одеська обл., Ізмаїл                | Shahed 136        | під атакою була портова інфраструктура та житлова багатоповерхівка                    | 0/3                                        |
| 24/07                                           | Херсонська обл.                     | авіабомбовий удар | зокрема 3 багатоквартирних та 17 приватних будинків                                   | 1/6                                        |
| 25/07                                           | Донецька обл.                       | авіабомбовий удар | зафіксовано авіабомбові удари по житловій забудові двох населених пунктів             | 2/4                                        |
| 25/07                                           | Житомирська обл.                    | Shahed 136        | пошкоджені приватні будинки та інфраструктурний об’єкт                                | —                                          |
| 25/07                                           | Одеська обл.                        | Shahed 136        | падіння уламків на приватний будинок                                                  | 0/2                                        |
| 26/07                                           | Житомирська обл.                    | Shahed 136        | відомо про влучання по енергооб’єкту та пошкодження цивільної інфраструктури          | —                                          |
| 26/07                                           | Чернігівська обл., Ніжин            | Shahed 136        | відомо про влучання у гуртожиток та об'єкт інфраструктури                             | 0/1                                        |
| 26/07                                           | Херсон                              | Shahed 136        | відомо про влучання у житлові будинки та авто                                         | —                                          |
| 27/07                                           | Сумська обл., Глухів                | РСЗВ              | близько полудня ворог з реактивної системи залпового вогню ударив по центру міста     | 1/12                                       |
| 29/07                                           | Харківська обл., Липці              | авіабомбовий удар | відомо про авіабомбовий удар по житловій забудові населеного пункту                   | —                                          |
| 31/07                                           | Харківська обл., Великий Бурлук     | авіабомбовий удар | російська авіація завдала удару по житловому приватному будинку                       | 1/1                                        |